# アンドレイ・パルビイ
アンドレイ・ヴォロドミロヴィチ・パルビイ（宇: Андрі́й Володи́мирович Парубі́й、1971年1月31日 - ）は、ウクライナの政治家である。元ウクライナ最高議会議長（2016年4月14日 - 2019年8月29日）。2014年ウクライナ騒乱にて反政府運動を主導した後、ウクライナ国家安全保障・国防会議書記として任命され、2014年8月7日に辞任するまで務めた。

## 経歴

### 議員就任前
1971年1月31日にソビエト連邦・ウクライナ・ソビエト社会主義共和国のチェルヴォノフラードにて生まれる。
1991年にウクライナが独立するまでの数年間、パルビイは独立運動家として活動し、1989年には無許可でデモを行ったことで警察に逮捕された。1991年にはオレーフ・チャフニボークと共に、ウクライナ社会民族党（SNPU）を結成した。この政党は名前やヴォルフスアンゲルを模したロゴに過激派国粋主義とネオナチの要素を取り入れた政党であった。
1994年にはリヴィウ大学歴史学部を卒業し、「歴史家」、「歴史教師」の学位を取得した。2001年にはリヴィウ工科大学大学院政治学・社会学専攻を卒業した。
1998年から2004年にかけて、パルビイはSNPUの準軍事的組織であるウクライナの愛国者を率いた。パルビイは2004年に組織から脱退し、同年に発生したオレンジ革命に参加した。

### 議員就任後
2007年ウクライナ最高議会選挙にて、パルビイは我らのウクライナ所属としてウクライナ最高議会の議員に選出された。その後、ウクライナのために!の前身となる、「我らのウクライナ・人民自衛」連合の代理組織に加入した。パルビイは我らのウクライナで活動し続け、政策評議会の会員となった。
2010年10月に、パルビイは当時ウクライナ前大統領であったヴィクトル・ユシチェンコが、ウクライナ民族主義者組織のリーダーであったステパーン・バンデーラへ、ウクライナ英雄を授与することを決定したことに対して否定的な反応を示した欧州議会に向け、再考するよう要請した。
2012年2月上旬、パルビイは「方向性の違い」を理由に我らのウクライナから脱退した。2012年ウクライナ最高議会選挙にて全ウクライナ連合「祖国」支援の無所属議員として再選した。
2013年12月から2014年2月までパルビイはユーロマイダンの指揮官を務め、抗議運動の中心人物を警備するボランティア警備隊の幹部として行動していた。その後、パルビイはウクライナ国家安全保障・国防会議(NSDC)書記に任命され、2014年6月16日に、当時のウクライナ大統領であったペトロ・ポロシェンコによって承認された。
NSDC書記時代、パルビイはウクライナ東部における親ロシア系の分離主義者に対する「反テロ」作戦を支持した。
パルビイは2014年8月7日にNSDC書記を辞任した。パルビイは辞任の理由を明かさず、「戦時中に私が辞任することに対してコメントすることは容認されないと思われる。」「前線、特にボランティア大隊を支援し続けるつもりである。」と語った。ポロシェンコ大統領は同日、パルビイの解任を承認する判決に署名した。ロシア・トゥデイは、地元メディアがウクライナ南東部での戦闘の停戦を宣言した後に辞任するよう求められたが、パルビイはこれを拒否したと報じた。

2014年9月にパルビイは設立メンバーとして、人民戦線党に加入し、2014年ウクライナ最高議会選挙にて人民戦線党所属として最高議会議員に再選した。12月4日には最高議会副議長に選ばれた。

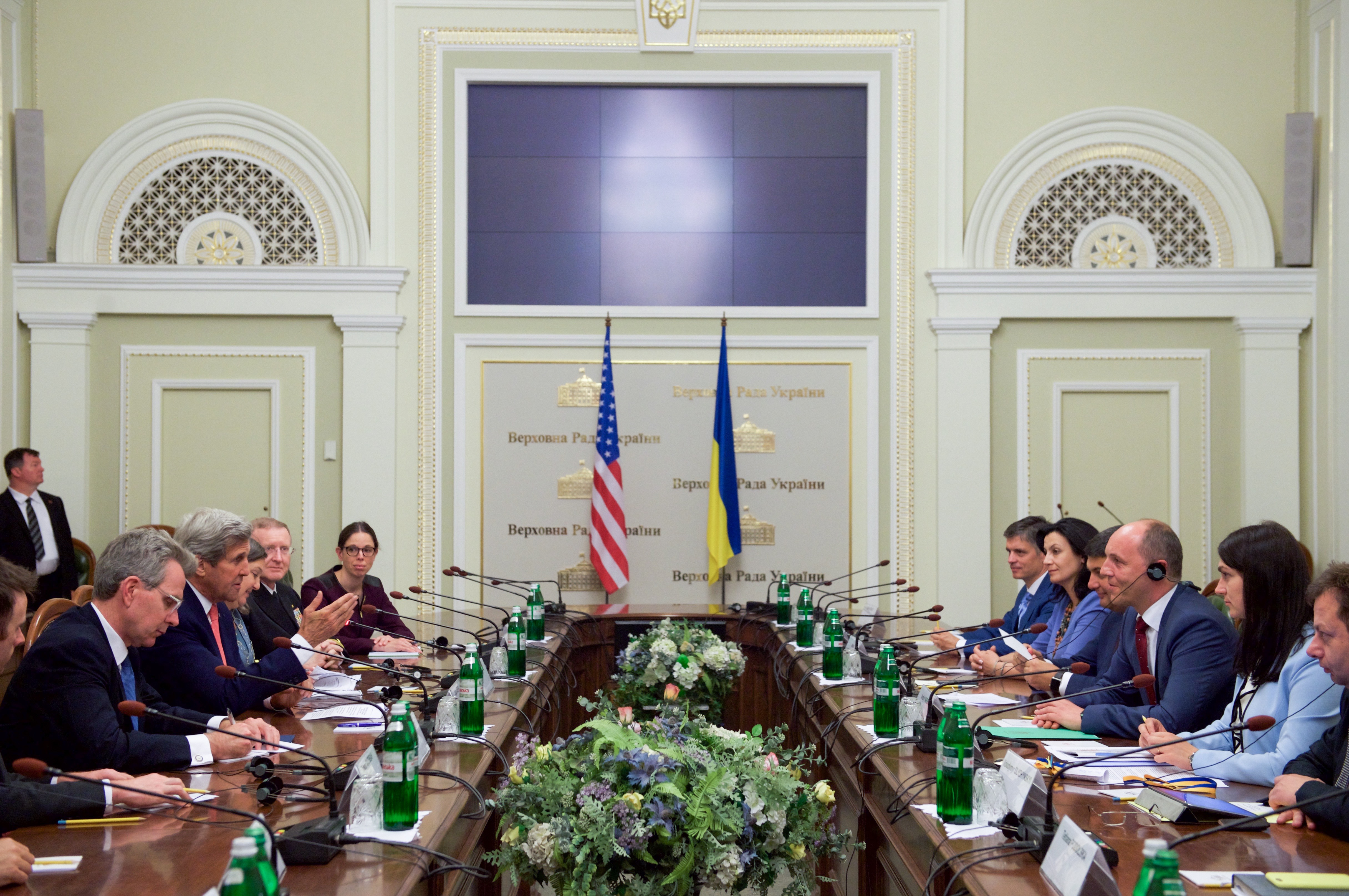
当時アメリカ合衆国国務長官であったジョン・フォーブズ・ケリーと、在ウクライナアメリカ合衆国大使であったジェフリー・R・パイアットと会談するパルビイ。2016年7月7日撮影。

ヴォロディーミル・フロイスマンの辞任後、2016年4月14日に最高議会議長に選出された。2017年には日本を公式訪問し、当時参議院外交防衛委員会委員長であった宇都隆史との会談において、日本とウクライナの合同軍事演習を提案した。
2019年5月15日、パルビイは議会改革局の設置に関する法令に署名し、議会の作業の指示に従って、15人を職員として起用する予定であると述べた。
2019年ウクライナ最高議会選挙にて、パルビイはペトロ・ポロシェンコ・ブロック所属議員として第2位となった。この党は票全体の内、8.1 %を得票し、23議席を獲得したため、パルビイは再選した。2019年8月29日に、パルビイは最高議会議長の職をドミトロ・ラズムコフに引き継いだ。